# جائزة السويد الكبرى 1974
جائزة السويد الكبرى 1974 هو سباق فورمولا 1 أقيم بتاريخ 9 يونيو 1974. كان السابع من أصل 15 في بطولة العالم لسباقات الفورمولا واحد موسم 1974. حلّ الجنوب أفريقي جودي شيكتر أولا بينما جاء الفرنسي باتريك ديبايلير في المركز الثاني وحصل على المركز الثالث البريطاني جيمس هانت.